# Weninger Vince
Weninger Vince (Pest, 1834. április 30. – Budapest, 1879. május 29.) magyar közgazdász, akadémikus.

## Életpályája
Középiskolai tanulmányait Pesten a kegyesrendiek (piaristák) tanintézetében végezte, majd a József-műegyetemen készült a technikai pályára. Miután felszabadult építőmesterként, tanári állást foglalt el a Szőnyi-féle magán fiú-nevelőintézetben. 1858-ban meghívták az ebben az évben megnyílt kereskedelmi akadémia kereskedelmi számvitel tanszékére. 1859-ben a Magyar Általános Biztosító Társaság becslőmérnöke lett, majd az életbiztosító osztály főnöke.
1860-ban jelent meg A politikai számtan című nagyobb önálló műve, amely a szakmai körökön kívül is akkora feltűnést keltett, hogy a tudományos akadémia levelező tagjának választotta Weningert. Az 1867-es kiegyezési tárgyalások alkalmával a regnikoláris bizottságban az igen bonyolult pénzügyi kérdésekben ő töltötte be a szakértő és javaslattevő szerepét. A magyar kormány megalakulásakor felajánlották neki a pénzügyminisztériumban miniszteri tanácsosi állását, amit el is fogadott, és részt vett az állami pénzügyi igazgatás újjászervezésében és a kodifikációs munkák előkészítésében, melyek közül legfontosabb az állami számvevőszék felállításáról szóló törvényjavaslat.
1869-ben a bécsi közös pénzügyminisztériumba hívták osztályvezetőnek. 1870. augusztus 1-jén átvette a magyar általános hitelbank igazgatását. 1871-ben a kormány kinevezte a Magyar Királyi Államvasutak igazgatótanácsának elnökévé, de 1874-ben erről az állásáról lemondott. A király a másodosztályú Vaskorona-renddel tüntette ki az állami szolgálatban szerzett érdemeiért.

## Emlékezete
- Konek Sándor: Emlékbeszéd Weninger Vincze L. T. fölött (MTA, 1880)